# Diecezja Marília
Diecezja Marília (łac. Dioecesis Mariliensis) – diecezja Kościoła rzymskokatolickiego w Brazylii. Należy do metropolii Botucatu, wchodzi w skład regionu kościelnego Sul 1. Została erygowana przez papieża Pius XII bullą Ad Episcoporum munus w dniu 16 lutego 1952. 